# 1879
1879 (MDCCCLXXIX) var ett normalår som började en onsdag i den gregorianska kalendern och ett normalår som började en måndag i den julianska kalendern.

## Händelser

### Januari

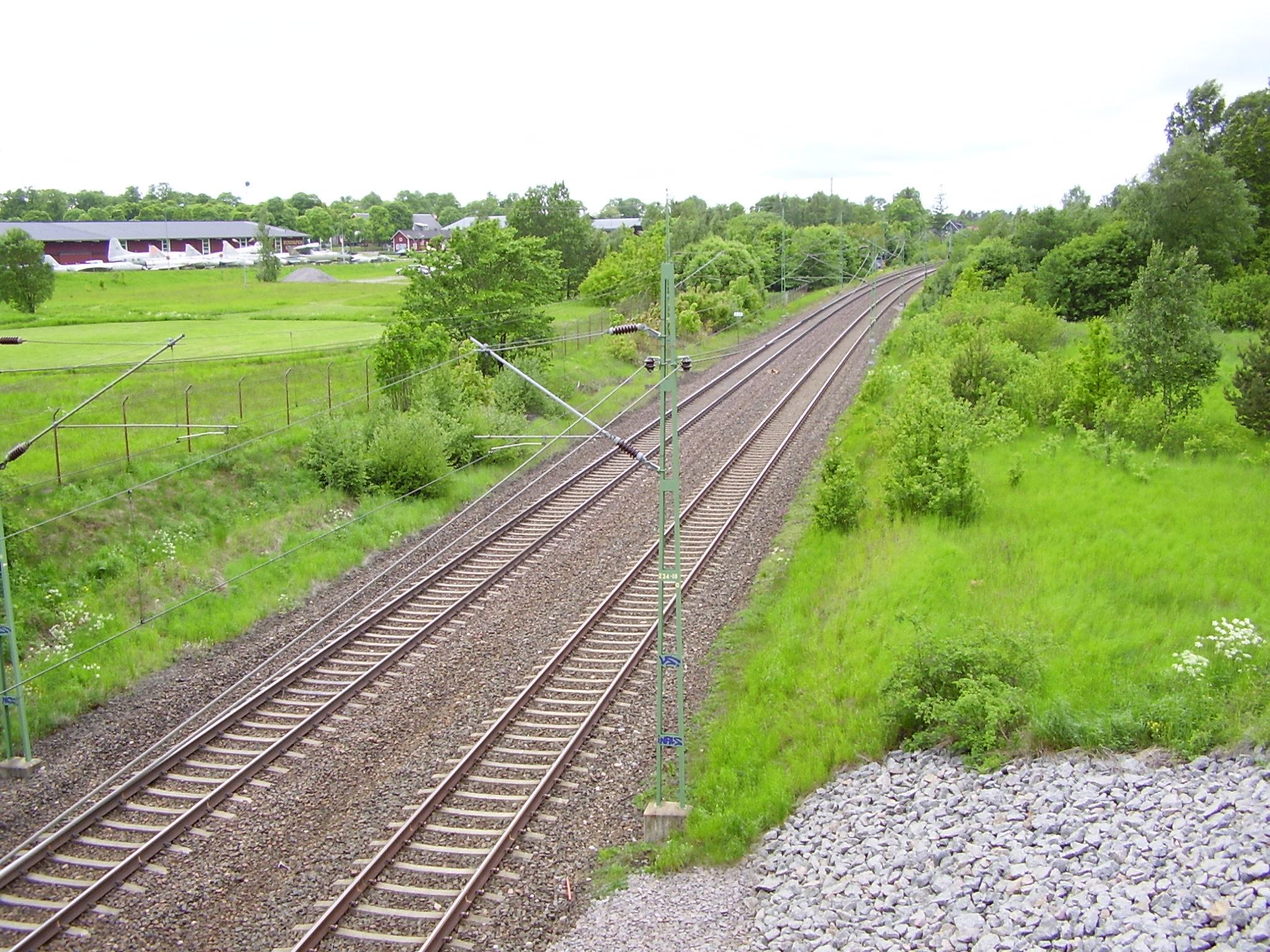
Normaltid anpassar Sverige till järnvägen.

- 1 januari – Gemensam tid för hela Sverige, Järnvägstid eller Normaltid, införs för att anpassa Sverige efter järnvägen.[1]

### Februari
- 25 februari – Sveriges första skidtävling hålls i Bellevueparken i Stockholm.

### Mars
- 27 mars – Japan annekterar Ryukyuöarna.[2]

### Maj

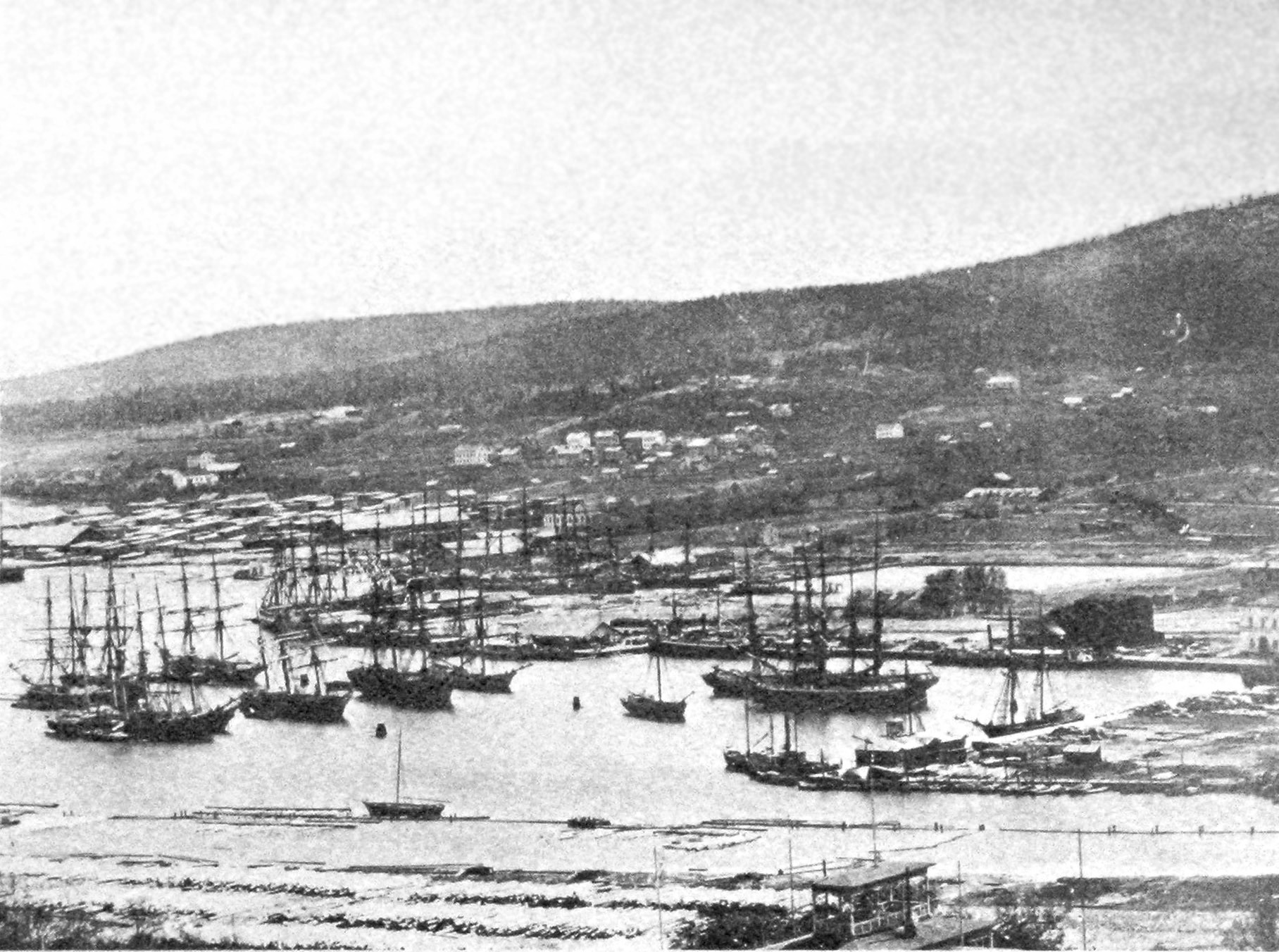
Sundsvallsstrejken.

- 26 maj – En strejk utbryter vid Haeffners sågverk i Sundsvall, vilket blir inledningen till Sundsvallsstrejken, Sveriges första strejk av masskaraktär. 5.000 sågverksarbetare strejkar och konflikten leder till att arbetarna bildar fackföreningar och industriägarna branschorganisationer.

### Juni
- 5 juni – Sundsvallsstrejken avslutas.

### Juli
- 20 juli – Adolf Erik Nordenskiöld ankommer med sitt fartyg Vega till Berings sund och har därmed fullbordat Nordostpassagen.

### Augusti
- 14 augusti – Spanien erkänner Peru som självständig stat.[3]
- 16 augusti – Ståltillverkaren AB Bofors-Gullspång framställer sitt första stålgöt av lämplig storlek och kvalitet för att bearbetas till en kanon under ledning av metallurgen Carl Danielsson.

### September
- 24 september – Hästspårvagnar införs i Göteborg, Sverige.[4]

### November
- 1 november – Svenska staten tar för första gången över en privat järnväg, Hallsberg-Motala-Mjölby järnväg.[5]
- 5 november – Den första godtemplarlogen i Sverige grundas i Göteborg. Independent (senare International) Order of Good Templars (IOGT) införs efter amerikansk förebild. Det kristna inslaget är till en början stort och den nya nykterhetsrörelsen kräver total avhållsamhet från alkohol; den gamla krävde endast måttfullhet.

### December
- 31 december – Thomas Edisons första offentliga demonstration av det elektriska ljuset äger rum i Menlo Park i New Jersey.

### Okänt datum
- August Strindbergs roman Röda Rummet utkommer.
- Läkaren och gastronomen Charles Emil Hagdahl, "Den moderna matlagningskonstens fader i Sverige", utkommer med sin bok Kokkonsten som vetenskap.
- Prinsessan Eugénie bildar det svenska Eugeniahemmet för "bostad, vård och underhåll åt obotligt sjuka, lytta och vanföra barn".
- Det första brännvinskriget, som utbröt 1877, vinns av L.O. Smith, som anordnar gratis båtturer till sin fabrik för kunderna. Därmed har det finkelfria Absolut Rent Brännvin segrat i Stockholm. Kontrahenterna Smith och Utskänkningsbolaget bildar ett gemensamt spritaktiebolag.
- Thomasstål framställs av fosfathaltigt järn.
- Bryggeriet Aberlour grundas.
- I Sverige invigs specialskolan Tomtebodaskolan för synskadade barn.
- Det första Flickskolemötet hålls: de skulle sedan komma att hållas fram till 1901.

## Födda

### Första kvartalet

#### Januari
- 1 januari
  - E.M. Forster, brittisk författare. (död 1970)
  - William Fox, ungersk-amerikansk filmproducent. (död 1952)
- 6 januari – Émile Argand, schweizisk geolog. (död 1940)
- 12 januari
  - Paul Guthnick, tysk astronom. (död 1947)
  - Ray Harroun, amerikansk racerförare. (död 1968)
- 18 januari – Henri Giraud, fransk militär. (död 1949)
- 19 januari – Guido Fubini, italiensk matematiker. (död 1943)
- 20 januari
  - Clifford Hugh Douglas, brittisk ingenjör och samhällsdebattör. (död 1952)
  - Ruth St. Denis, amerikansk dansös. (död 1968)
- 22 januari – Francis Picabia, fransk målare, tecknare och poet. (död 1953)

#### Februari
- 3 februari – Guy Gillette, amerikansk demokratisk politiker. (död 1973)
- 6 februari – Othon Friesz, fransk postimpressionistisk målare och formgivare. (död 1949)
- 9 februari – Natanael Berg, svensk kompositör och musikadministratör. (död 1957)
- 14 februari – Gaetano Catanoso, italienskt helgon. (död 1963)
- 19 februari – Luigj Gurakuqi, albansk politiker. (död 1925)

#### Mars
- 7 mars – Rudolf Sahlberg, svensk kapellmästare, musikarrangör och kompositör. (död 1949)
- 8 mars – Otto Hahn, tysk kemist. (död 1968)
- 14 mars – Albert Einstein, tysk-schweizisk-amerikansk fysiker.[6] (död 1955)
- 17 mars – Jim Nance McCord, amerikansk politiker. (död 1968)
- 19 mars – Hugh Richard Arthur Grosvenor, brittisk militär. (död 1953)
- 24 mars – Elis Ellis, svensk skådespelare, regissör, kompositör och manusförfattare. (död 1956)
- 29 mars – Frank Kugler, amerikansk idrottare. (död 1952)

### Andra kvartalet

#### April
- 2 april – Alexander Moissi, österrikisk teaterskådespelare. (död 1935)
- 12 april
  - Fred H. Brown, amerikansk demokratisk politiker och befattningshavare. (död 1955)
  - Luke Lea, amerikansk demokratisk politiker, affärsman och publicist, senator 1911–1917. (död 1945)
- 13 april
  - Redfield Proctor Jr., amerikansk republikansk politiker, guvernör i Vermont 1923–1925. (död 1957)
  - Johan Petter Åhlén, svensk företagsledare, grundare av företaget Åhlén och Holm. (död 1939)
- 14 april – Adolf Bergman, svensk friidrottare. (död 1926)
- 21 april – Kartini, indonesisk kvinnorättsaktivist. (död 1904)
- 26 april – Eric Campbell, amerikansk stumfilmsskådespelare. (död 1917)

#### Maj
- 3 maj – Clyde L. Herring, amerikansk demokratisk politiker. (död 1945)
- 10 maj – Carl Bergsten, svensk arkitekt. (död 1935)
- 15 maj – Ernst Schultz, dansk friidrottare. (död 1906)

#### Juni
- 2 juni – Eric von Rosen, svensk godsägare, forskningsresande och etnograf. (död 1948)
- 11 juni – Max Schreck, tysk skådespelare. (död 1936)
- 26 juni – Agrippina Vaganova, rysk ballerina och balettlärare. (död 1951)

### Tredje kvartalet

#### Juli
- 1 juli – Léon Jouhaux, fransk fackföreningsledare. (död 1954)
- 3 juli – A. Harry Moore, amerikansk demokratisk politiker, guvernör i New Jersey 1926–1929, 1932–1935 och 1938–1941. (död 1952)
- 5 juli
  - Dwight F. Davis, amerikansk politiker och tennisspelare, instiftare av Davis Cup. (död 1945)
  - Philippe Gaubert, fransk dirigent, flöjtist och kompositör. (död 1941)
  - Wanda Landowska, polsk cembalist och pianist. (död 1959)
- 9 juli
  - Ottorino Respighi, italiensk kompositör. (död 1936)
  - Carlos Chagas, brasiliansk läkare. (död 1934)
- 15 juli – Alcides Arguedas, boliviansk författare och historiker. (död 1946)
- 21 juli – Joseph A.A. Burnquist, amerikansk republikansk politiker, guvernör i Minnesota 1915–1921. (död 1961)
- 23 juli – Ernst Herzfeld, tysk arkeolog. (död 1948)
- 28 juli
  - Lucy Burns, amerikansk suffragett. (död 1966)
  - Albert Grzesinski, tysk socialdemokratisk politiker. (död 1948)
- 30 juli – Hans Franck, tysk författare. (död 1964)

#### Augusti
- 2 augusti – James M. Tunnell, amerikansk demokratisk politiker, senator 1941–1947. (död 1957)
- 8 augusti
  - Robert Holbrook Smith, amerikansk läkare, en av grundarna av Anonyma Alkoholister. (död 1950)
  - Emiliano Zapata, mexikansk bonderevolutionär. (död 1919)
- 9 augusti – Jeanna Oterdahl, svensk lärare och författare. (död 1965)
- 11 augusti – Frieda von Richthofen, tysk friherrina. (död 1956)
- 15 augusti – Ethel Barrymore, amerikansk skådespelare. (död 1959)
- 27 augusti – Otis F. Glenn, amerikansk republikansk politiker, senator 1928–1933. (död 1959)
- 31 augusti – Yoshihito, japansk kejsare 1912–1926. (död 1926)

#### September
- 1 september – Gusten Widerbäck, svensk målare, tecknare och grafiker. (död 1970)
- 10 september – Stanley C. Wilson, amerikansk republikansk politiker, guvernör i Vermont 1931–1935. (död 1967)
- 15 september – Theodor Olsson, svensk skådespelare och sceninspektör vid Dramaten. (död 1954)
- 18 september – Arvid Gabrielson, svensk språkforskare. (död 1972)
- 20 september – Victor Sjöström, svensk skådespelare och regissör. (död 1960)
- 30 september – Johan Falkberget, norsk författare. (död 1967)

### Fjärde kvartalet

#### Oktober
- 7 oktober – Joe Hill, (eg. Joel Hägglund), svenskfödd diktare, sångare och fackföreningsman. (död 1915)
- 20 oktober – Inglis Fletcher, amerikansk författare. (död 1969)
- 29 oktober – Franz von Papen, tysk politiker, diplomat och militär; rikskansler juni-december 1932. (död 1969)

#### November
- 1 november – Pál Teleki, ungersk greve, vetenskapsman och politiker; premiärminister 1920–1921 och 1939–1941. (död 1941)
- 7 november – Lev Trotskij, sovjetisk politiker och marxistisk teoretiker. (död 1940)
- 9 november – Milan Šufflay, kroatisk historiker och politiker. (död 1931)
- 24 november – Eli Heckscher, svensk nationalekonom och ekonomisk historiker (död 1952)
- 30 november – Henry Horner, amerikansk demokratisk politiker, guvernör i Illinois 1933–1940. (död 1940)

#### December
- 1 december – Viran Rydkvist, svensk skådespelare och teaterdirektör. (död 1942)
- 8 december – Manne Göthson, svensk skådespelare, manusförfattare, regiassistent och regissör. (död 1933)
- 10 december – Hanna Grönvall, svensk politiker. (död 1953)
- 15 december – Bert H. Miller, amerikansk demokratisk politiker och jurist, senator 1949. (död 1949)
- 18 december – Paul Klee, schweizisk konstnär. (död 1940)
- 19 december – Otto Olsson, svensk organist och tonsättare. (död 1964)
- 24 december – Alexandrine av Mecklenburg-Schwerin, drottning av Danmark 1912–1947 och av Island 1918–1944, gift med Kristian X. (död 1952)
- 26 december – Christie Benet, amerikansk demokratisk politiker, senator 1918. (död 1951)

## Avlidna

### Första kvartalet

#### Januari
- 3 januari – Anna Johansdotter Norbäck, 74, svensk religionsgrundare.
- 8 januari – Baldomero Espartero, 85, spansk militär och politiker.

#### Februari
- 10 februari – Honoré Daumier, 70, fransk litograf, målare och skulptör.

#### Mars
- 7 mars – Carl Sandberg, 80, svensk arkivman, samlare av historiska handlingar.
- 30 mars – Thomas Couture, 63, fransk målare av porträtt-, historie- och genremålningar.

### Andra kvartalet

#### April
- 9 april – Ernst Richter, 70, tysk musiker.
- 16 april – Bernadette Soubirous, 35, franskt helgon.

#### Maj
- 4 maj – Axel Eurén, 75, svensk präst, skolman och författare.
- 15 maj – Gottfried Semper, 75, tysk arkitekt.
- 18 maj – Asahel Peck, 75, amerikansk politiker och jurist, guvernör i Vermont 1874–1876.

#### Juni
- 3 juni – Frances Ridley Havergal, 42, brittisk psalmförfattare.
- 9 juni – Aleksandr Solovjov, 32, rysk revolutionär.
- 24 juni – Charles Hays, 45, amerikansk republikansk politiker, kongressledamot 1869–1877.

### Tredje kvartalet

#### Juli
- 15 juli – Johann Friedrich von Brandt, 77, tysk zoolog.
- 19 juli – Louis Favre, 53, schweizisk ingenjör.

#### Augusti
- 6 augusti – Johann von Lamont, 73, skotsk-tysk fysiker och astronom.

#### September
- 2 september – John Collett Falsen, 61, norsk statsman
- 3 september – Louis Cavagnari, 38, anglo-indisk militär och diplomat.
- 7 september – Shepherd Leffler, 68, amerikansk demokratisk politiker, kongressledamot 1846–1851.
- 17 september – Eugène Viollet-le-Duc, 65, fransk arkitekt.

### Fjärde kvartalet

#### Oktober
- 8 oktober – George Vickers, 77, amerikansk demokratisk politiker, senator 1868–1873.

#### November
- 1 november – Zachariah Chandler, 65, amerikansk politiker.
- 5 november – James Clerk Maxwell, 48, brittisk matematiker och fysiker.
- 30 november – August Bournonville, 74, dansk balettdansör och koreograf.

#### December
- 22 december – Carl Axel Trolle, 69, svensk lanthushållare, riksdagsman.
- 25 december – John Lenning, 60, svensk fabrikör och donator.

### Fotnoter
1. ↑  Tideräkning i Sverige
2. ↑  World Statesmen
3. ↑  ”Peru” (på engelska). World Statesmen. http://www.worldstatesmen.org/Peru.htm. Läst 21 september 2012.
4. ↑  Göteborgs spårvägar 24 september 2004 - På rätt spår i 125 år
5. ↑  Järnvägsmotiv i Örebro Län
6. ↑  Det hände i dag